# Chroma Keying

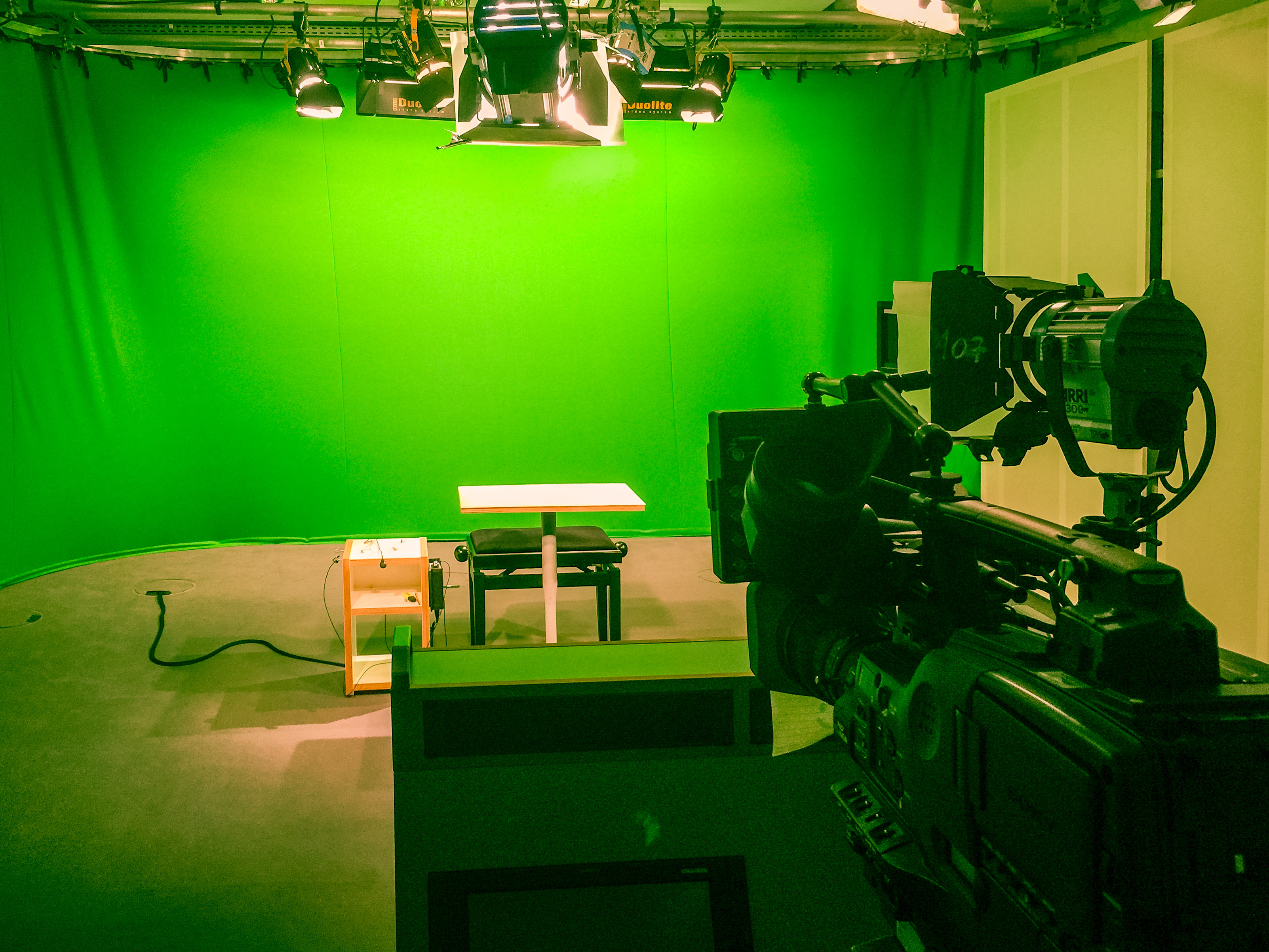
Greenscreen in einem Fernsehstudio

Chroma Keying (auch color keying) ist ein visueller Effekt bzw. eine Postproduktionstechnik, bei der eine Chrominanz zum Freistellen von Bildmaterial verwendet wird. Im Rahmen des Compositing wird diese Technik verwendet, um Hintergründe in Fotos oder Videos auszutauschen. Dazu wird aus einem bestimmten Farbbereich ein Alphakanal berechnet. Die am häufigsten verwendeten Farben sind Grün und Blau, da sie sich farblich deutlich vom Hautton abheben. Greenscreens und Bluescreens sind in Fernseh- und Filmproduktionen im Einsatz.
Im Fernsehen wird Chroma Keying häufig bei Nachrichtensendungen oder dem Wetterbericht eingesetzt, um Hintergrundbilder und -animationen einzubauen. Ziel ist hier oft ein Freistellen in Echtzeit (live keying). Sind bei einer Fernsehübertragung außer dem Moderator nahezu alle sichtbaren Elemente digital eingefügt, spricht man von einem virtuellen Studio. Ein solches Studio ist z. B. beim ZDF oder bei RTL im Einsatz.
In der Filmproduktion wird Chroma Keying eingesetzt, um Schauspieler und Elemente ohne größeren Aufwand freistellen zu können. Hier findet der Prozess des Keying in der Regel erst im Nachhinein, in der Postproduktion beim Erstellen der visuellen Effekte, statt.
Der Fortschritt der Technik und Computer-Software, wie Autodesk Smoke, Final Cut Pro, Pinnacle Studio, Adobe After Effects sowie dutzenden anderen Programmen, machen die Benutzung von Chroma-Key-Funktionen auch an häuslichen Rechnern mit bezahlbaren Green- oder Bluescreen-Paketen möglich.

## Geschichte
Noch vor der Einführung des digitalen Compositing wurde in der Filmproduktion ein komplexer und zeitraubender Prozess, als „Wandermaske“ (engl. travelling matte) bekannt, verwendet. Das Bluescreen-Verfahren wurde in den 1930er Jahren bei RKO Radio Pictures entwickelt. Bei RKO verwendete Linwood Dunn eine frühe Version der Wandermaske, um Übergänge (Wipes) zu schaffen. Solche Übergänge, die wie ein Scheibenwischer funktionierten, wurden in Filmen wie Flying Down to Rio (1933) verwendet. Dank Larry Butler gab es bei einer Szene in dem Film Der Dieb von Bagdad (The Thief of Bagdad, 1940), bei dem ein Flaschengeist aus einer Flasche zu entkommen versucht, den ersten Einsatz eines richtigen Bluescreen-Prozesses, und der Film bekam den Oscar für Beste visuelle Effekte in diesem Jahr. Im Jahr 1950 begann Warner-Brothers-Mitarbeiter und Ex-Kodak-Forscher Arthur Widmer mit der Arbeit an einem Ultraviolet-Travelling-Matte-Prozess. Er begann auch Bluescreen-Techniken zu entwickeln. Einer der ersten Filme, die die neuen Techniken nutzten, war 1958 die Verfilmung der Ernest-Hemingway-Novelle Der alte Mann und das Meer mit Spencer Tracy.
Ein Nachteil der traditionellen Wandermaske ist, dass die Kameras beim Drehen nicht leicht synchronisiert werden können. Jahrzehntelang mussten Maskenaufnahmen ohne Kamerabewegungen oder Zoom durchgeführt werden, sodass weder für die Hauptperson noch für den Hintergrund die Kameraperspektive verschoben werden konnte. Spätere Motion-Control-Kameras lösten dieses Problem, sodass sowohl der Vorder- als auch Hintergrund mit den gleichen Kamerabewegungen gefilmt werden konnte. Petro Vlahos wurde für seine Verfeinerung dieser Techniken im Jahr 1964 ein Oscar verliehen.
Seine Technik nutzt die Tatsache, dass die meisten Objekte in der realen Welt eine Farbe besitzen, deren Blau-Farbkomponente eine ähnliche Intensität wie ihre grüne Farbkomponente haben. Ein optischer Printer mit zwei Projektoren, eine Filmkamera und ein „Strahlteiler“ wurden verwendet, um den Schauspieler vor einem blauen Bildschirm zusammen mit dem Hintergrundmaterial zu kombinieren. Teile der Technik wurden von Zbigniew Rybczyński beigetragen.
In den frühen 1970er-Jahren begannen amerikanische und britische Fernsehnetze, für ihre Nachrichtensendungen grüne statt blaue Kulissen zu verwenden. In den 1980er-Jahren wurden Minicomputer verwendet, um die optischen Drucker zu steuern. Für den Film Das Imperium schlägt zurück (englisch „The Empire Strikes Back“) schuf Richard Edlund einen quad-optischen Drucker, der den Prozess erheblich beschleunigte. Er erhielt einen Sonder-Academy-Award für seine Innovation. Für Raumschiff Enterprise: Das nächste Jahrhundert wurde ein UV-Licht-Matte-Prozess von Don Lee und Gary Hutzel vorgeschlagen. Diese entwickelten einen fluoreszierenden orangefarbenen Hintergrund, der es einfacher machte, eine Holdout-Matte zu generieren, sodass das Effekte-Team nur ein Viertel der Zeit benötigte.
Meteorologen im Fernsehen benutzten oft auf der Seite der Kamera einen Feld-Monitor, um zu sehen, wo sie ihre Hände im Hintergrund platzieren. Eine neuere Technik ist es, ein schwaches Bild auf den Hintergrund zu projizieren.
Einige Filme machen starken Gebrauch von Chroma-Keying, um Hintergründe komplett mit Computer Generated Imagery (CGI) hinzuzufügen. Verschiedene Takes/Shots können dabei zusammen gemischt werden, bei denen Akteure separat gefilmt und später in derselben Szene zusammengestellt werden. Chroma-Keying ermöglicht Künstlern, an jedem Ort zu erscheinen, ohne dabei das Studio zu verlassen. Die Computerentwicklung machte es auch einfacher, Bewegung in zusammengesetzten Aufnahmen zu integrieren, auch bei Verwendung von Handkameras.
Bezugspunkte können auf dem farbigen Hintergrund (in der Regel als ein gemaltes Gitter, mit Klebeband angebracht oder an der Wand befestigt) angeordnet werden. In der Postproduktion kann ein Computer diese Referenzen verwenden, um die Position der Kamera zu berechnen und so ein Bild machen, bei der die Perspektive und die Bewegung des Vordergrunds perfekt passt. Moderne Fortschritte in der Software und Rechenleistung haben sogar die Notwendigkeit beseitigt, die Marker genau zu platzieren – die Software findet ihre Position im Raum (ein Nachteil davon ist, dass es große Kamerabewegungen erfordert).

## Kleidung
Ein Chroma-Keying-Subjekt muss Kleidung vermeiden, welche dieselbe Farbe enthält, wie die Chroma-Key-Farbe(n) (es sei denn, es ist so vorgesehen, dass Körperteile nicht natürlichen Ursprungs sein sollen), da ansonsten die Kleidung durch den Hintergrund ersetzt wird. Diese Technik kann genutzt werden, um einen ähnlichen Effekt zu erzielen wie in den Harry-Potter-Filmen der Effekt des Unsichtbarkeitsumhangs. Der Schauspieler kann somit mit einem gleichfarbigen Objekt gegen einen Chroma-Key-Hintergrund gefilmt werden, sodass er durch den Hintergrund ersetzt wird und auf magische Weise verschwindet.
Probleme entstehen, wenn das dargestellte Objekt/Subjekt dieselbe Farbe wie der Hintergrund aufweisen muss, wie im Film Superman, in dem der Schauspieler ein blaues Outfit trägt und somit nicht vor einem Bluescreen gedreht werden kann. In dem Spider-Man-Film aus dem Jahr 2002 mussten die Szenen mit Spider-Man und dem Green Goblin (dt. ‚Grüner Kobold‘) vor verschiedenen Hintergründen gedreht werden, da das Kostüm von Spider-Man blau und rot war und das des Goblins grün. Es wurden also in einem Film sowohl Blue- als auch Greenscreen eingesetzt.

## Gleichmäßige Ausleuchtung
Die größte Herausforderung bei der Installation von Blue- oder Greenscreens ist die gleichmäßige Ausleuchtung und somit die Vermeidung von Schattenbildung. Damit soll die Farbpalette, die digital ersetzt wird, möglichst gering gehalten werden. Ein Schatten würde für die Kamera wie eine dunklere Farbe wirken und vielleicht nicht zum Ersetzen erfasst werden. Dies kann gelegentlich bei Low-budget-Produktionen oder Live-Übertragungen auftreten, wenn eine manuelle Reparatur nicht sofort möglich ist. Vor allem das Material, das verwendet wird, beeinflusst die Qualität der Aufnahmen sowie die Einfachheit der gleichmäßigen Ausleuchtung. Glänzende Oberflächen sind weniger erfolgversprechend als matte. Glänzende Oberflächen haben reflektierende Zonen, die diese Bereiche blasser wirken lassen, wohingegen andere dunkler wirken. Eine matte Oberfläche zerstreut das reflektierende Licht und besitzt eine einheitliche Farbpalette. Mit dem Ziel, den reinsten „Key“ für den Dreh mit Greenscreen zu erhalten, ist es notwendig, einen Werteunterschied zwischen dem Subjekt/Objekt und dem Greenscreen zu erschaffen.
In einigen Fällen werden Schatten auch für Spezialeffekte verwendet. Bereiche des Blue- oder Greenscreens, die mit einem Schatten belegt sind, können durch dunklere Versionen des gewünschten Hintergrundbildes ersetzt werden.
Selbst eine Veränderung der Brennweite der Kamera(s) nimmt Einfluss auf das Resultat von „Chroma Keying“.

## Bluescreen-Technik

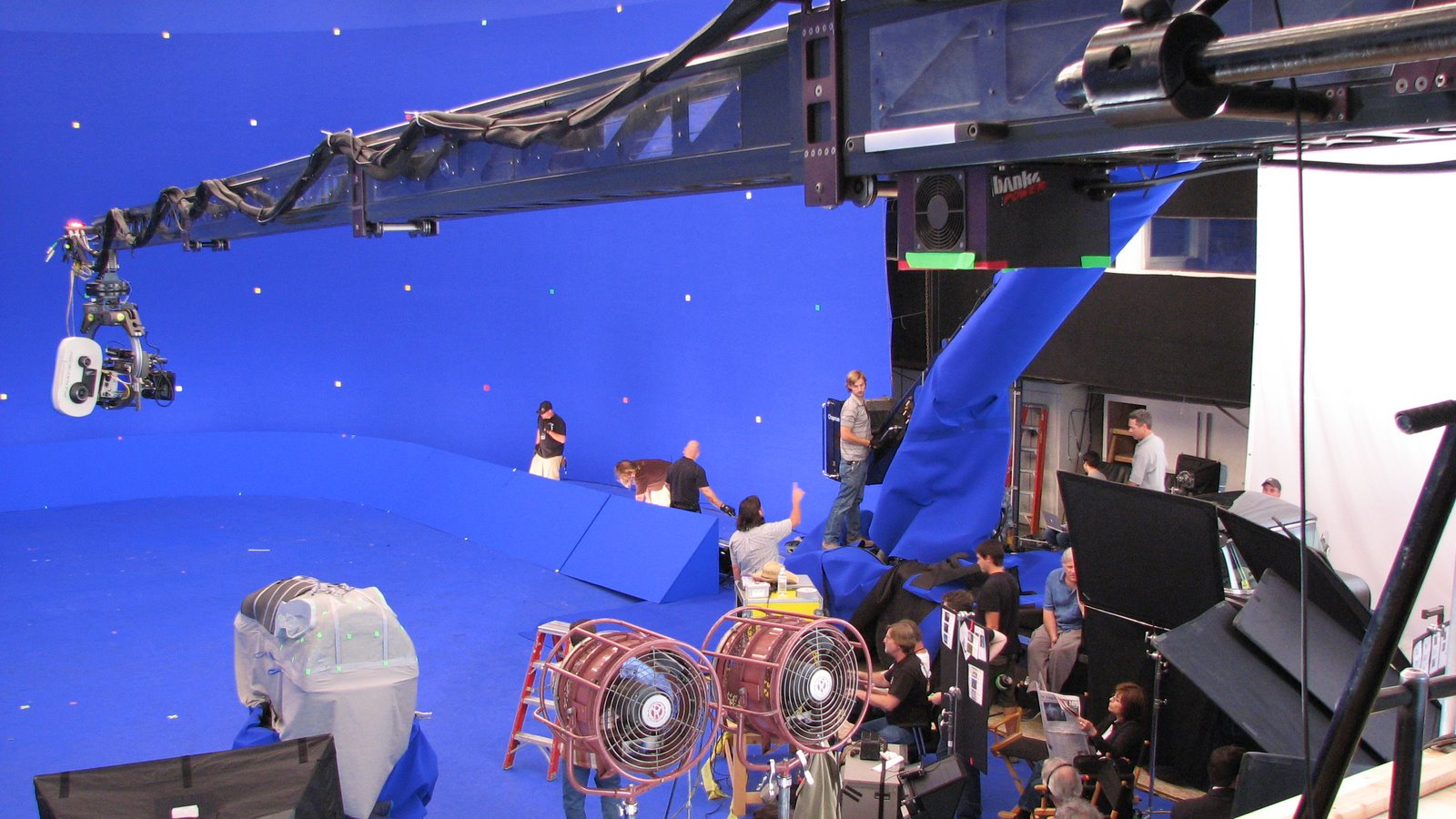
Filmset mit Bluebox für Die Geheimnisse der Spiderwicks. Die Punkte in der blauen Wand dienen dem Motion Tracking für Hintergründe bei Kamerafahrten

Die häufige Verwendung von blauem Hintergrund ist gemeinhin als Bluescreen-Technik oder auch Blue-Box-Technik bekannt. Die ebenfalls häufige Verwendung von grüner Schlüsselfarbe wird entsprechend als Greenscreen-Technik oder Green-Box bezeichnet.

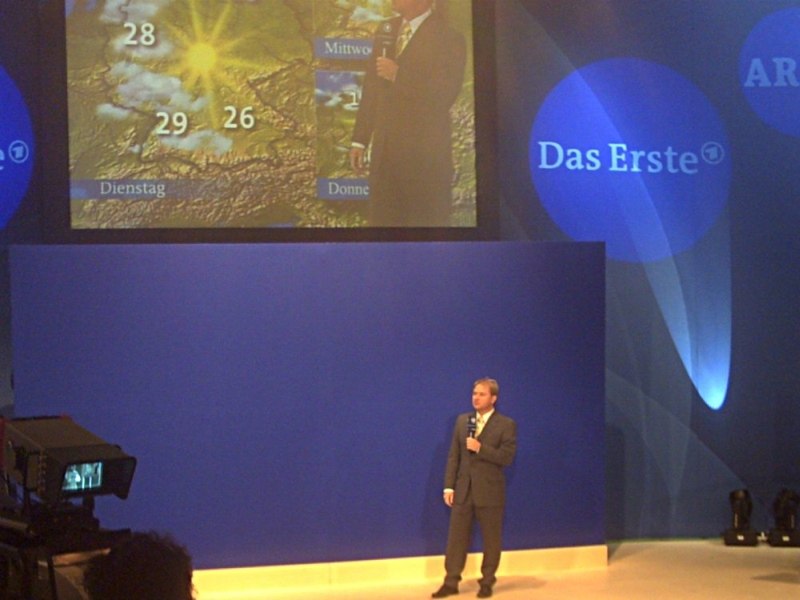
Verwendung der Bluescreen-Technik für die Kulisse bei der IFA 2005 in Berlin. Der im oberen Bildbereich sichtbare Fernseh-Wetterbericht (ARD) samt Moderator ist eine Rück- oder Frontprojektion des fertigen Fernsehbildes für Besucher der Messehalle.

Hierzu wird eine Person oder ein Gegenstand zunächst vor einer gut ausgeleuchteten Hintergrundfläche der gewählten Schlüsselfarbe aufgenommen. Die beiden Hintergrundfarben Blau und Grün wurden gewählt, weil sie am menschlichen Körper üblicherweise nicht vorkommen und sich gut von Hauttönen abheben. Um scheinbare Projektionen des Hintergrundes auf dem freizustellenden Objekt und damit Keying-Fehler zu vermeiden, sollte beispielsweise Kleidung aus möglichst gering reflektierenden Stoffen bestehen und nicht die Hintergrundfarbe aufweisen.
Der nächste Schritt besteht darin, das aufgenommene Objekt freizustellen, d. h. dieses aus der Aufnahme quasi herauszuschneiden. Dazu wird eine Aussparungsmaske benutzt, die den sichtbaren und unsichtbaren Bildbereich angibt. Der unsichtbare Bereich ist dadurch definiert, dass er in der Aufnahme in der Schlüsselfarbe erscheint. Mit anderen Worten: Es wird im Bild alles entfernt, was in der Schlüsselfarbe aufgenommen wurde.
Der Prozess des Freistellens wird auch als Matting oder Keying bezeichnet. Schließlich werden der neue Hintergrundfilm und der freigestellte Vordergrundfilm kombiniert. Dieser Vorgang wird im Fachjargon als Stanzen bezeichnet.
Eine frühe Form der Bluescreen-Technik wurde zum ersten Mal 1933 in dem Film King Kong verwendet. Bei Schwarzweißfilmen wird dabei der Hintergrund schwarz gehalten oder schwarz maskiert. In der Negativ-Kopie erscheint das Schwarz farblos. Beim Kinefilm, der den geplanten Hintergrund enthält, wird der Bereich maskiert, in dem die Schauspieler agieren. Beim nächsten Kopierschritt werden beide Filme aufeinandergelegt und beide zusammen aufgenommen. Bei schwarzer Maskierung (beim Dreh oder im Kopierstudio) wird der Film an diesen Stellen nicht belichtet, im Negativ undurchsichtig, erst im folgenden Positiv schwarz und im nächsten Negativ undurchsichtig. Dieses häufige „Umkopieren“ auf einer Optischen Bank führte zwangsläufig zu Qualitätseinbußen (meist beim Hintergrund). Die (alte) aufwendige Bluescreen-Technik konnte durch Hintergrundprojektion vermieden werden (beispielsweise Studioaufnahmen „im Auto“ mit im Hintergrund vorbeiziehender Landschaft).
Der erste Kinofilm, bei dem mit einem richtigen Bluescreen gearbeitet wurde, war Der Dieb von Bagdad (1940); der Filmtechniker Lawrence W. Butler, der die optischen Spezialeffekte in diesem Film kreierte, erhielt dafür im selben Jahr einen Academy Award. Auf Grund des zur damaligen Zeit immens aufwendigen Prozesses dauerte es aber einige Jahre, bis dieser u. a. dank Filmen wie Der alte Mann und das Meer  (1958) und Ben Hur (1959) seinen endgültigen Durchbruch hatte. In Deutschland wurde die Bluescreen-Technik in den 1960er Jahren eingeführt; etliche Szenen der Fernsehserie Raumpatrouille wurden damit gedreht.
Beim Fernsehen werden ähnliche Verfahren (Bluebox) verwendet. Bekannt wurden diese in Deutschland vor allem durch die Dialoge zwischen dem Showmaster Wim Thoelke und der von Loriot kreierten Zeichentrickfigur Wum in den ZDF-Shows Drei mal Neun und Der Große Preis. Ferner wurde sie in der aufwendigen Produktion zur Serie Die Leute vom Domplatz angewandt.
In analogen Sendeabwicklungen lokaler Fernsehsender wurde für die Einblendung von Senderlogos (Cornerlogo) das Verfahren herumgedreht. Der schwarze Hintergrund eines Senderlogos wurde durch den eigentlichen Inhalt des Filmes ersetzt. Abgelöst wurde diese Technik durch das Hereinrechnen transparenter Logos (Alphakanal) mit Hilfe von Schriftgeneratoren, deren Fill- und Keysignale vom Sendemischer in den Sendeausgang gestanzt werden, oder durch entsprechende Logo-Inserter.

## Greenscreen-Technik

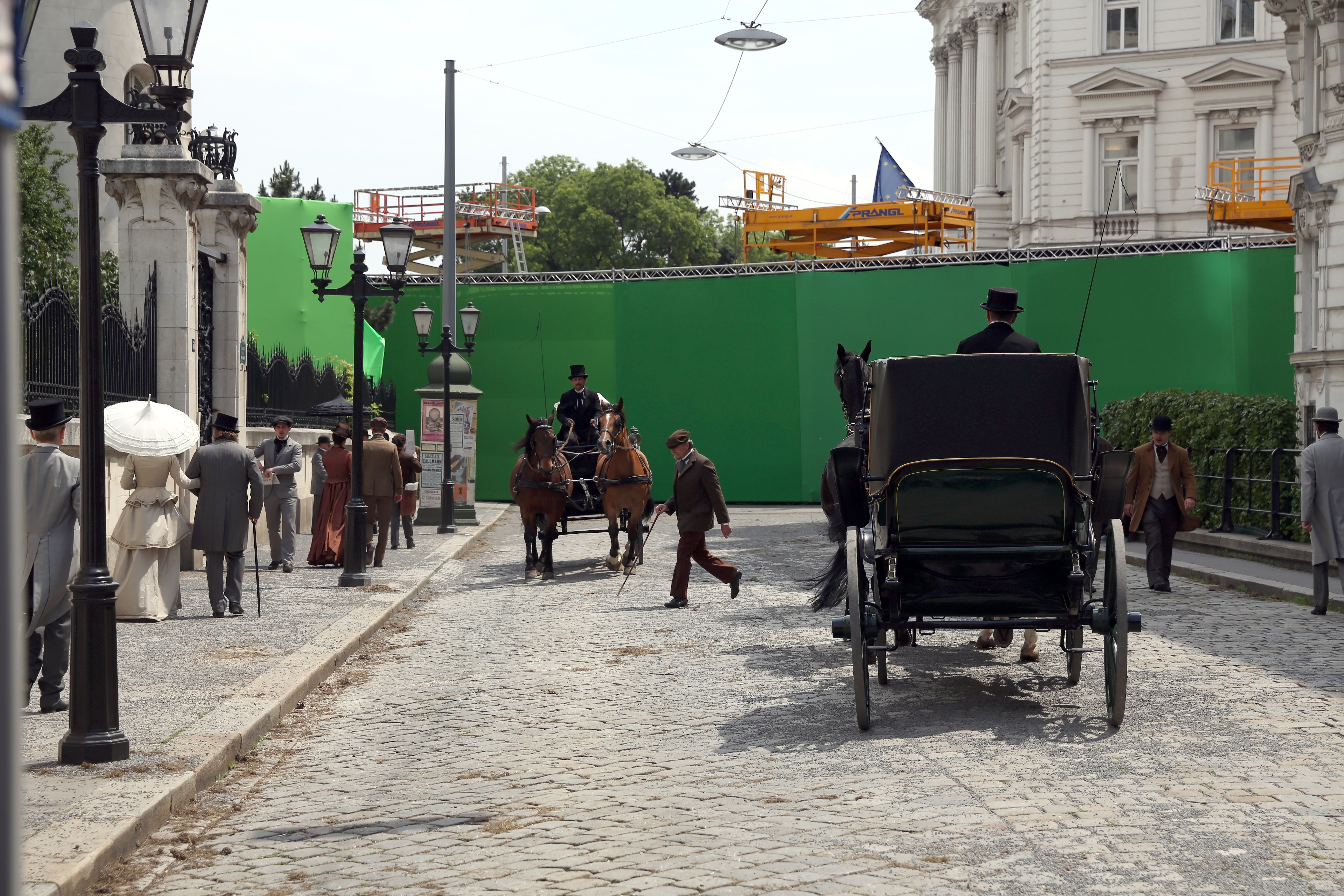
Greenscreen bei Außenaufnahmen für den Film Madame Nobel (2014)

Neben Blau wurde Grün als alternative Schlüsselfarbe („Greenscreen“) eingeführt. Über die Frage, ob Grün oder Blau bessere Ergebnisse erziele, gibt es unterschiedliche Ansichten, sodass in der Filmindustrie mit beiden Farben gearbeitet wird. Für Grün wird als positiv vermerkt, dass grüne Kulissenfarbe leichter einen hellen, leuchtenden Farbeindruck ergibt, der sich dann von anderen Farbnuancen im Filmmaterial unterscheidet. Außerdem wird angegeben, dass sich bei modernen Videokameras jedes Pixel aus je einem roten und blauen sowie zwei grünen Pixeln zusammensetzt (→ Bayer-Sensor). Somit sei eine Greenscreen-Aufnahme vor allem für Video besser geeignet, da doppelt so viele Bildinformationen für die Farbe Grün vorhanden sind wie für Blau.
Ein weiterer Grund für die Verwendung von Grün ist, dass dieser Ton in der Hautfarbe eines Menschen fast nicht vorkommt. Diese besteht großteils aus Rot-Tönen und einem kleinen Anteil an Blau-Tönen. Somit kann die Software eine Abgrenzung des Hintergrundes genauer vornehmen.

## Virtuelles Studio

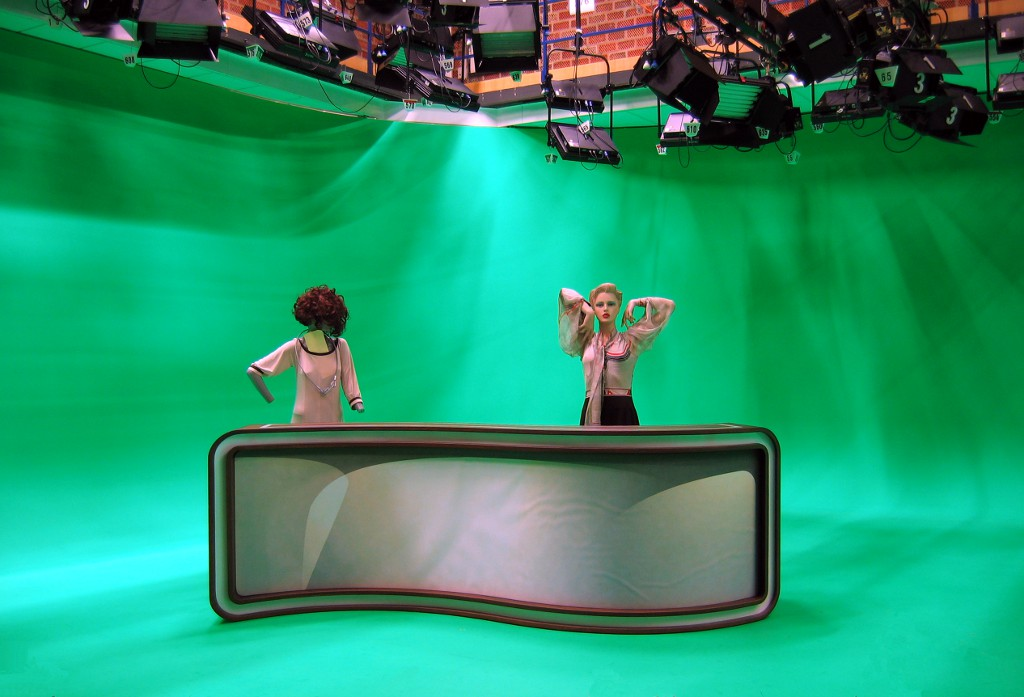
Virtuelles Fernsehstudio in Greenbox-Technik

Ein virtuelles Studio ist ein Fernseh- oder ein Filmstudio, das mit Hilfe von Bluescreen- bzw. Greenscreen-Technik aufgebaut wird. Oft wird es in Nachrichtenstudios verwendet, z. B. beim ZDF oder RTL, wobei 3D-Grafiken verwendet werden, um den Zuschauern den Eindruck einer echten Kulisse zu geben.

## Probleme (Schatten und Spill)
Ein großes Problem bei der Verwendung von Greenscreen ist die Ausleuchtung. Der Hintergrund und die Person oder das Objekt im Vordergrund sollten getrennt beleuchtet werden, damit so wenig Schatten wie möglich auf den Greenscreen fallen. Hierzu werden Softboxen oder Matteboxen verwendet, die ein weiches Licht werfen und sanfte Schatten erzeugen, die von der Software leichter und mit weniger Aufwand entfernt werden können. Harte Schatten, welche nicht entfernt werden, können danach wieder im Bild genutzt werden. Jedoch ist es einfacher, günstiger und benötigt weniger Zeit, wenn der Schatten nachträglich erzeugt und eingefügt wird.
Wenn die Person weiße Kleidung trägt oder sich zu nahe am Hintergrund befindet bzw. dieser zu stark ausgeleuchtet wird, entsteht sogenannter Spill: Dabei reflektiert das Grün des Hintergrundes auf dem weißen Kleidungsstück und kann später nicht vollständig entfernt werden. Spill entsteht auch auf der Haut oder z. B. als Spiegelung in einer Brille. Bei der Haut kann entweder mit mattem Make-up nachgeholfen werden oder aber es wird mit einer Beleuchtung von hinten eine sogenannte Kante gesetzt, die den Spill verhindert. Bei einer Brille kann diese entweder abgeklebt und nachträglich per Computer als Animation wieder eingefügt werden, oder sie wird mit einem Spray behandelt, das die Gläser entspiegelt.
Auch bei Nahaufnahmen von Augen, die der Farbe des Hintergrundes entsprechen, können Probleme auftauchen. Hierbei müssen die Augen freigestellt und getrackt werden, um diese vor der Entfernung des Hintergrundes zu beschützen.
Um Spill vorzubeugen, wird in einem größeren Greenscreenraum oder in Greenboxen der nicht benötigte Greenscreen mit z. B. einem schwarzen Molton abgedeckt und nur der Bereich hinter der Person freigelassen.

## Alternativen
Im März 2018 stellte Google eine YouTube-App mit künstlicher Intelligenz vor, die in Videos in Echtzeit den Hintergrund im Video austauschen kann. Für diese Technik wurde bislang die aufwändige Greenscreen-Technik benötigt. Bei der jetzigen Technik ist der Hintergrund egal. Die KI erkennt die Personen oder Gegenstände im Vordergrund und schneidet diese einfach aus dem Video heraus.

## Stagecraft
Bei der Produktion von The Mandalorian im Jahr 2018 kamen während der Dreharbeiten im Studio anstatt Greenscreens bzw. CGI aus LEDs bestehende Videowände von Industrial Light & Magic zum Einsatz, auf denen die Umgebung bzw. der Hintergrund (das Szenenbild) abgespielt oder angezeigt wurden. So wurde vor den Dreharbeiten mit Schauspielern die Umgebung der eigentlichen Drehorte aufgenommen und diese Aufnahmen dann wiederum mittels der von Epic Games entwickelten Unreal-Engine 4 zu einem virtuellen Raum (wie in Computerspielen) aufgebaut. Diese von ILM getaufte Stagecraft-Technik ermöglichte eine auf den jeweiligen Blickwinkel abgestimmte Aufnahme auf den Videowänden angezeigt zu bekommen. Ein nützlicher Nebeneffekt ist, dass es den Schauspielern hilft, sich in Szenen besser hineinzuversetzen. Zudem reduzieren sich der Aufwand und die Kosten der Logistik, die entstanden wären, hätte der Dreh nicht in den Studios stattgefunden.